# Jim Ross
James William Ross, meglio conosciuto come Jim Ross o JR (Fort Bragg, 3 gennaio 1952), è un commentatore statunitense, sotto contratto con la All Elite Wrestling.
Storico commentatore di wrestling, ha fatto parte della World Wrestling Federation/Entertainment  tra il 1992 e il 2013 e, di nuovo, tra il 2017 e il 2019, ricoprendo anche il ruolo di vice-presidente esecutivo per le relazioni con i talenti tra il 1999 e il 2005. Nel marzo del 2007 è stato introdotto nella WWE Hall of Fame.

## Biografia
I suoi nonni materni possedevano un negozio di alimentari in Westville, Oklahoma e suo nonno paterno, Dee Ross, possedeva un negozio di birra ed era un falegname. Mentre frequentava Westville High School, Ross ha giocato come prima base nella squadra di baseball locale.

## Carriera da commentatore

### National Wrestling Alliance (1974−1990)
Dal 1974 al 1977 ha lavorato nel settore di sviluppo della National Wrestling Alliance come arbitro.
Nel 1982, dopo alcuni anni di lontananza, Ross tornò alla NWA, lavorando come commentatore e vice presidente del Marketing. Il primo match per il titolo mondiale che commentò fu quello tra Ric Flair e Ted DiBiase. Quando Jim Crockett Jr. acquistò la NWA (successivamente rinominata Universal Wrestling Federation), la fuse insieme alla sua Jim Crockett Promotions, Ross si unì alla nuova federazione continuando il suo ruolo di commentatore, affiancato da David Crockett e Tony Schiavone.

### World Championship Wrestling (1991−1992)
Nel 1991 la federazione fu rinominata World Championship Wrestling e JR era ancora in coppia con Crockett. Nel 1992, ha anche trascorso una stagione come commentatore radiofonico per le partite degli Atlanta Falcons.
Ross ha continuato l'ascesa verso il successo, ma ha avuto un rapporto conflittuale con il nuovo commentatore della WCW (e futuro dirigente) Eric Bischoff. Secondo Ross, Bischoff, pur di fare successo si è "venduto" ai dirigenti della WCW. Secondo Bischoff, Ross e gli altri lo trattavano male, e quando Eric è stato promosso al ruolo di produttore esecutivo nel 1993, Ross ha chiesto, e ha ricevuto la risoluzione del contratto.

### World Wrestling Federation/Entertainment (1993−2013)
Ross è stato assunto dalla World Wrestling Federation nel 1993 ed ha fatto il suo debutto sullo schermo a WrestleMania IX, al fianco di Bobby Heenan, e ha lavorato con lui finché quest'ultimo lasciò la federazione, nel dicembre del 1993.
Il contratto di Ross è scaduto il 11 febbraio 1994, la WWF ha scelto di non rinnovarlo, due settimane più tardi ha sofferto il suo primo attacco di paralisi di Bell. Successivamente divenne l'annunciatore per la Smoky Mountain Wrestling, in coppia con il suo ex-compagno storico della MWA e della WCW Bob Caudle. La federazione era di proprietà dell'ex-manager della NWA Jim Cornette e caratterizzata da molti ex wrestler NWA / WCW come Eddie Gilbert, "Dr. Death" Steve Williams e i Rock 'n' Roll Express.
Quando Vince McMahon fu incriminato dal governo federale degli Stati Uniti nel 1994, non era in grado di continuare a commentare le puntate di Raw, così dopo alcune settimane in cui a commentare fu Gorilla Monsoon la WWF riassunse Jim Ross che al fianco "Macho Man" Randy Savage, commentò gli show WWF per tutta l'estate. Dopo l'assoluzione di McMahon, Ross è stato nuovamente svincolato. Dopo un breve periodo in cui era tornato alla SMW, la WWF lo riassunse nel dicembre 1994.
Nel settembre 1996, Ross ha effettuato un turn heel per la prima volta in carriera. A seguito dell'abbandono di Diesel e Razor Ramon per approdare alla WCW, Ross ha iniziato a proclamare in televisione che era ancora in contatto con i due e che li avrebbe riportati presto alla WWF. Altri annunciatori erano scettici, e il presidente della WWF Gorilla Monsoon ha detto che Hall e Nash erano sotto contratto con un'altra federazione e ha ordinato a Ross di smetterla di citarli in onda.
Nella puntata del 23 settembre 1996 del Monday Night Raw, Ross è apparso in un promo, in cui attaccava il proprietario della WWF Vince McMahon (che appariva per la prima volta nelle storyline WWF), sostenendo che la colpa dell'addio di Diesel e Razor Ramon e di altri wrestler era sua, e questa era la sua vendetta per come lo avevano trattato in passato. Tuttavia, questa trama non è stata ben accolta dai fan, e il turn heel di Ross fu rapidamente abbandonato.
Dopo questo angle, Ross ha continuato a commentare vari programmi WWF come Superstars of Wrestling, Action Zone, Raw is War, e Shotgun Saturday Night. Nel 1998, in seguito alla morte della madre, Ross ha preso una pausa dal commento in quanto il dolore per la perdita ha peggiorato la sua paralisi facciale. Il 1º marzo 1999, è tornato a Raw in una storyline in cui Vince McMahon lo ha licenziato a causa delle sue condizioni, ma lui non si arrende e ha arruolato "Dr. Death" Steve Williams come suo personale "vigilante". La storyline terminò con Jim Ross che si riappropriò del suo posto al tavolo dei commentatori. Poco dopo, affrontò il suo sostituto, Michael Cole, sul ring. Nonostante quest'ultimo tentasse di spiegare che non voleva assolutamente rubargli il lavoro, Ross colpì Cole con un Low blow e lasciò il ring.
Dopo la Brand Extension 2002, Ross ha lavorato esclusivamente per il marchio Raw, e per i pay-per-wiew ad esso collegato.

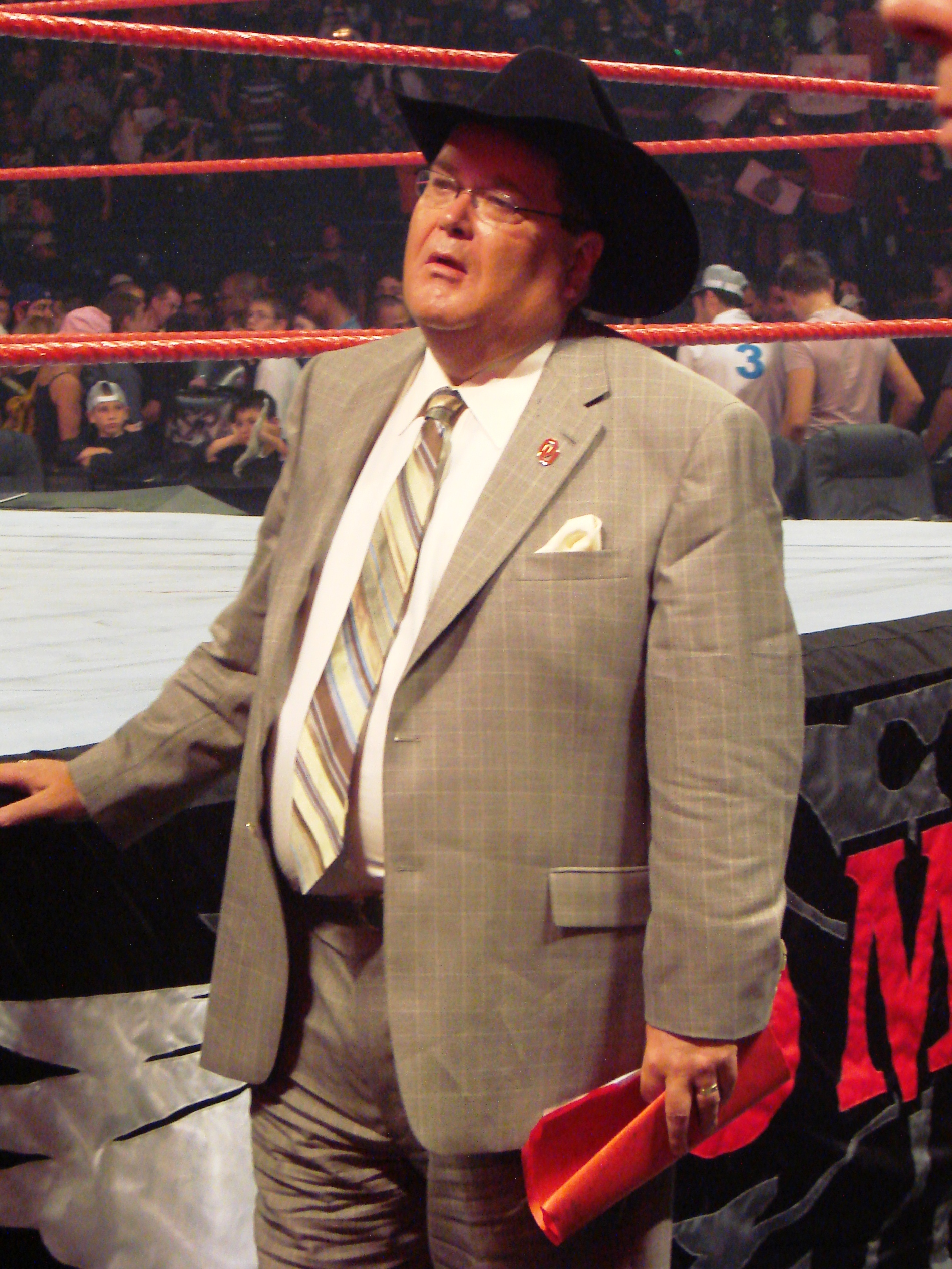
J.R. nel 2007

Per la maggior parte dei successivi sei anni Ross è stato coinvolto in pochissime storyline. Anche durante questo periodo, Ross è stato nominato vice presidente esecutivo per le relazioni con i talenti, praticamente un'estensione del suo ruolo dietro le quinte come persona incaricata di assumere nuovi talenti. Nel 2005, Ross si è dimesso dai suoi ruoli esecutivi e di gestione. Secondo le dichiarazioni sul suo blog ufficiale, il passaggio dalla gestione si è rivelata vantaggiosa in termini di minore carico di lavoro, dandogli più tempo per concentrarsi sulla sua salute, la sua famiglia e i suoi sforzi imprenditoriali.
Il 10 ottobre 2005 è stato licenziato (ma questa volta era una storyline) da Vince e Linda McMahon. Tutto questo è stato architettato per permettere a Ross di riposarsi dopo alcuni problemi di salute che hanno necessitato un intervento chirurgico al colon. Durante la sua assenza è stato sostituito da Joey Styles, ex commentatore della Extreme Championship Wrestling.
Nel novembre 2006, Jim Ross ha dichiarato sul suo blog ufficiale di aver firmato un nuovo contratto di un anno con la WWE e avrebbe continuato a lavorare di anno in anno.
Il 31 marzo 2007, Ross è stato inserito nella prestigiosa WWE Hall of Fame, ed è stato introdotto dall'amico "Stone Cold" Steve Austin.
Il 23 giugno 2008 durante la Draft lottery del 2008, Ross è stato trasferito a SmackDown, con Michael Cole a fare il percorso inverso, concludendo l'avventura di commentatore dello show rosso dopo quasi 12 anni. Ross venne a sapere del suo trasferimento al roster di SmackDown! nella stessa puntata della Draft Lottery svolta a Raw il 23 giugno 2008. Per questo egli pensò di lasciare la compagnia nel 2008, ma ciò non avvenne.
Il 23 settembre 2008 "esordisce" in una puntata di ECW, sostituendo l'indisponibile Todd Grisham.
L'8 aprile del 2009 Ross ha annunciato sul suo blog che, con la partenza di Tazz dalla WWE, avrebbe assunto il suo ruolo a SmackDown, con Todd Grisham a prendere il posto di Ross a SmackDown!. Quella del 6 ottobre 2009 è stata la sua ultima trasmissione come presentatore a tempo pieno per la WWE.
Il 15 novembre 2010, durante la puntata speciale Raw Old School, Ross ha fatto la sua comparsa al fianco di Jerry Lawler e Michael Cole, commentando un match tra Daniel Bryan e Jack Swagger. Questa è stata la prima apparizione televisiva Ross dopo circa un anno.
Il 25 luglio 2011, il nuovo COO della WWE, Triple H ha ingaggiato Ross nel ruolo di commentatore a tempo pieno di Raw per riformare la partnership tra lui e Jerry Lawler (insieme a Michael Cole). Il 19 settembre, Jim Ross ha intervistato Mark Henry, fresco vincitore del World Heavyweight Championship di Randy Orton a Night of Champions, ma al termine dell'intervista Henry lo attaccò. Jerry Lawler cercò di fermarlo, ma ha subito la World Strongest Slam. Ross e Lawler sono stati sostituiti da Josh Mathews per il resto della puntata.
Il 10 ottobre puntata a Raw, Ross è stato licenziato dal nuovo General Manager ad interim di Raw John Laurinaitis (kayfabe). Il 17 ottobre durante la puntata di Raw, Ross è tornato a combattere in un tag team match al fianco di John Cena contro Michael Cole e Alberto Del Rio. Una settimana dopo, Ross ha sfidato Cole in una "Michael Cole Challenge", dove se Cole avesse perso, avrebbe lasciato, ma a causa di un piccolo problema di salute di Cole, la sfida è stata riprogrammata per la settimana successiva, ma ancora una volta è stata annullata. La sfida, andata in onda il 14 novembre, Ross ha vinto due delle tre sfide che erano il braccio di ferro e la danza, ma ha perso la sfida finale, ovvero a chi pesava di meno. Successivamente è stato "licenziato" di nuovo.
Il 1º aprile 2012, a WrestleMania XXVIII è tornato al commento One Night Only, commentando il match tra Triple H e The Undertaker.
Ross anche fatto un'apparizione a Raw 1000 su 23 luglio 2012, commentando il match di apertura.
Il 20 giugno 2012, Ross ha assunto il ruolo di commentatore sul NXT, al fianco di Byron Saxton e William Regal.
Dopo l'attacco di cuore di Jerry Lawler il 10 settembre, Ross tornato a Raw per lavorare come commentatore interim mentre Lawler si ristabiliva. A Ross è stata dedicata la puntata del 1º ottobre, svoltasi nella sua città natale.
Il 17 dicembre 2012, Jim Ross è apparso accanto a Gene Okerlund e Ricky Steamboat per annunciare il vincitore dello Slammy Award per Match of the Year.
Il 1º marzo 2013, Jim Ross ha fatto un ritorno a SmackDown per intervistare Jack Swagger, e il suo manager, Zeb Colter. Swagger ha cominciato provocando Ross, dicendo che non era un "vero americano". Alberto Del Rio corse giù per la rampa e sul ring e ha dato a Jim Ross il suo cappello da cowboy, che Jack Swagger aveva inizialmente lanciato. Del Rio poi disse alla sua WrestleMania 29, avversario che non era un Jack Swagger, ma un asino, e poi Ross ha lasciato il ring. Il 7 aprile è apparso per commentare il pre-show e il post-show di WrestleMania 29 insieme a Dusty Rhodes, Kofi Kingston e Scott Stanford.
Nel 2012, quando Triple H ha preso il controllo delle relazioni con i talenti, ha affidato a Jim Ross il ruolo di consigliere e scout all'interno del reparto. Nel 2013 Jim Ross ha anche iniziato a formare nuovi annunciatori presso il WWE Performance Center in Florida.
L'11 settembre 2013, ha annunciato ufficialmente il suo addio dalla WWE, dopo la scadenza del contratto.

### Global Force Wrestling (2014−2015)
L'11 novembre 2014, è stato annunciato Ross sarà al commento in lingua inglese, di Wrestle Kingdom 9, evento della New Japan Pro-Wrestling, che verrà presentato dalla Global Force Wrestling di proprietà di Jeff Jarrett, il 4 gennaio 2015. Lo show è stato trasmesso live sia in America che in Giappone.

### New Japan Pro-Wrestling (2016−2017)
Il 19 gennaio 2016 firma un contratto con la AXS TV per diventare il commentatore settimanale in lingua inglese della federazione nipponica New Japan Pro-Wrestling.

### Ritorno in WWE (2017−2019)
JR è tornato in WWE durante WrestleMania 33, in cui ha commentato il main event tra The Undertaker e Roman Reigns. Successivamente ha annunciato di aver firmato un contratto di due anni con la federazione. Il 22 gennaio 2018 nell'episodio di Raw 25, Ross si è riunito con Jerry Lawler come parte del team di commento che era al Manhattan Center. L'8 aprile 2018, a WrestleMania 34, Ross ha commentato la quinta edizione della André the Giant Memorial Battle Royal svoltasi pre-show di WrestleMania 34, insieme a Jerry Lawler e Byron Saxton. La più recente apparizione televisiva di Ross nella WWE fa parte del panel pre-show di Greatest Royal Rumble il 27 aprile 2018.

### All Elite Wrestling (2019−presente)
Il 3 aprile 2019 ha firmato un contratto di tre anni con la All Elite Wrestling come commentatore e senior advisor.

## Carriera da wrestler
Anche se la carriera di Ross è stata prevalentemente come commentatore, ha partecipato ad alcuni match, con notevole successo, tra cui una vittoria su Triple H in un match senza squalifiche (grazie all'aiuto di Batista).
Uno dei match a cui Ross prese parte fu un tag team match al fianco di Jerry Lawler contro Al Snow e Jonathan Coachman al pay-per-wiew Unforgiven 2003, con in palio il lavoro da commentatori. Ross e Lawler persero il match a causa dell'interferenza di Chris Jericho, ma due settimane più tardi i due hanno riacquistato, dopo che Jim Ross ha sconfitto "The Coach" in un Country Whippin match, utilizzando la Stunner (la nota mossa finale del suo grande amico Steve Austin). Ross ha partecipato accanto al suo storico partner Jerry Lawler in match con stipulazioni estreme. Il 25 aprile 2011, Ross ha battuto Michael Cole per squalifica dopo che il manager di quest'ultimo, Jack Swagger, ha attaccato Ross.

## Vita privata
Ross era sposato con Jan e ha due figlie (da un precedente matrimonio) e due nipotine.
Ross soffre della paralisi di Bell, che a volte si traduce in paralisi temporanea dei muscoli facciali. Egli ne è afflitto dal 1994 e nel 1998, in seguito alla morte della madre, Ross ha preso una pausa dal commento in quanto il dolore per la perdita ha peggiorato la sua paralisi.
Nel 2007, in seguito alle ottime vendite della sua linea di salse barbecue, Ross aperto il J.R.'s Family Bar-B-Q, un ristorante barbecue a Norman, Oklahoma. Il ristorante è stato chiuso nel maggio 2010.
Il 21 gennaio 2012 ha scritto sul suo account Twitter di essere rimasto coinvolto in un incidente stradale ma che ne è uscito illeso.
Sua moglie Jan, in seguito a delle complicazioni derivate da un incidente con la sua Vespa, è morta il 22 marzo 2017.

## Personaggio

### Mosse finali
- Stunner

## Riconoscimenti
- National Wrestling Alliance
  - NWA Hall of Fame (classe del 2016)
- WWE
  - WWE Hall of Fame (classe del 2007)